# Ishikawa Ko
Ko Ishikawa (sinh ngày 10 tháng 3 năm 1970) là một cầu thủ bóng đá người Nhật Bản.

## Sự nghiệp câu lạc bộ
Ko Ishikawa đã từng chơi cho Honda, Verdy Kawasaki và Nagoya Grampus Eight.

## Thống kê câu lạc bộ

### J.League
| Đội                  | Năm       | J.League | J.League | J.League Cup | J.League Cup | Tổng cộng | Tổng cộng |
| Đội                  | Năm       | Trận     | Bàn      | Trận         | Bàn          | Trận      | Bàn       |
| -------------------- | --------- | -------- | -------- | ------------ | ------------ | --------- | --------- |
| Verdy Kawasaki       | 1992      | -        | -        | 8            | 0            | 8         | 0         |
| Verdy Kawasaki       | 1993      | 22       | 1        | 7            | 0            | 29        | 1         |
| Verdy Kawasaki       | 1994      | 40       | 1        | 3            | 0            | 43        | 1         |
| Verdy Kawasaki       | 1995      | 27       | 0        | -            | -            | 27        | 0         |
| Verdy Kawasaki       | 1996      | 19       | 0        | 16           | 0            | 35        | 0         |
| Verdy Kawasaki       | 1997      | 26       | 0        | 6            | 0            | 32        | 0         |
| Nagoya Grampus Eight | 1998      | 33       | 0        | 1            | 0            | 34        | 0         |
| Nagoya Grampus Eight | 1999      | 29       | 1        | 6            | 0            | 35        | 1         |
| Nagoya Grampus Eight | 2000      | 27       | 1        | 6            | 0            | 33        | 1         |
| Nagoya Grampus Eight | 2001      | 15       | 0        | 4            | 0            | 19        | 0         |
| Nagoya Grampus Eight | 2002      | 1        | 0        | 0            | 0            | 1         | 0         |
| Tổng cộng            | Tổng cộng | 239      | 4        | 57           | 0            | 296       | 4         |